# قوس ديليكت
قوس ديليكت هو جسر طبيعي يبلغ طوله 20 متر (65 قدم), و يوجد في حديقة الأقواس الوطنية قرب مدينة موب في يوتا.

## معرض الصور

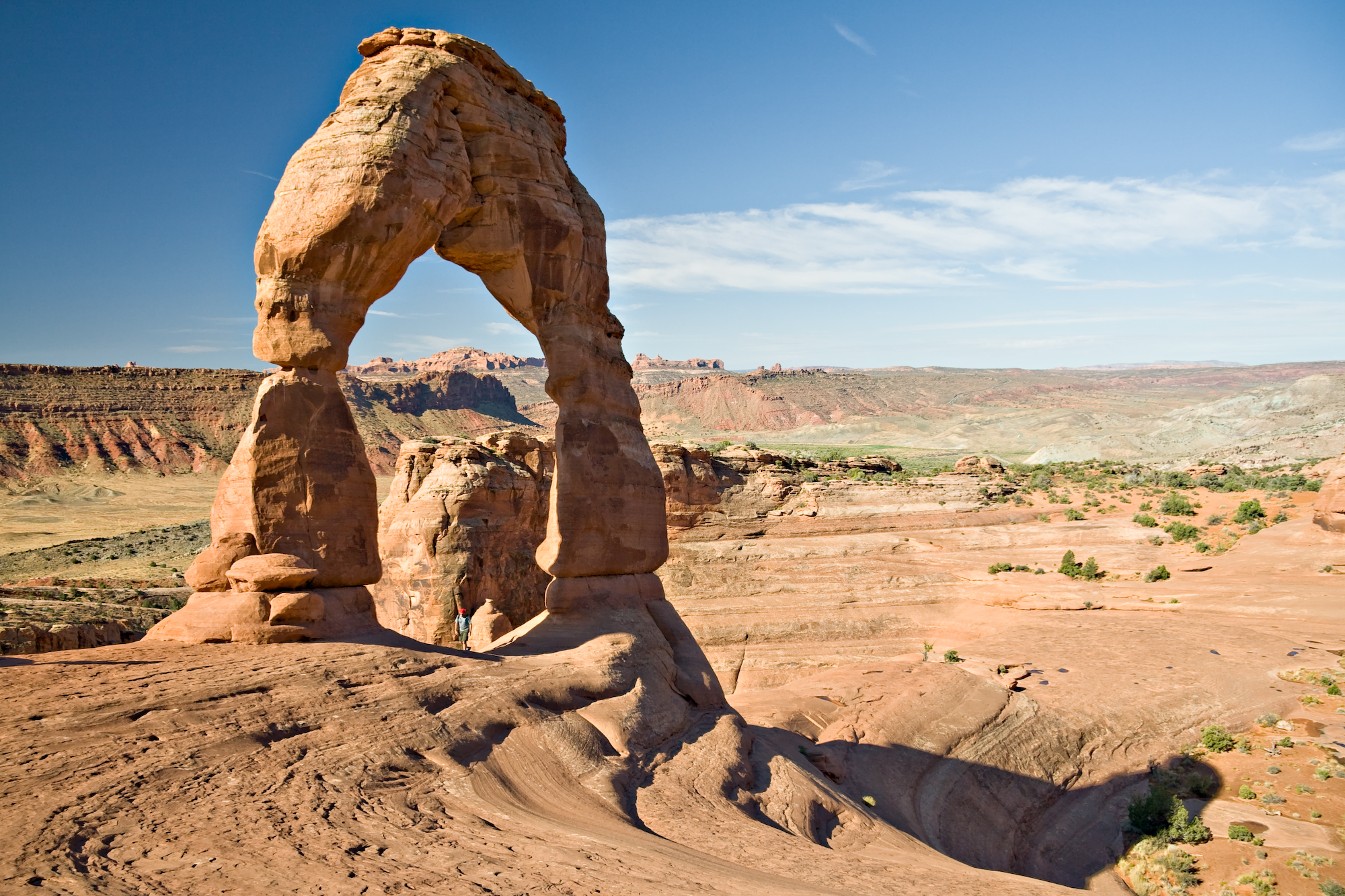
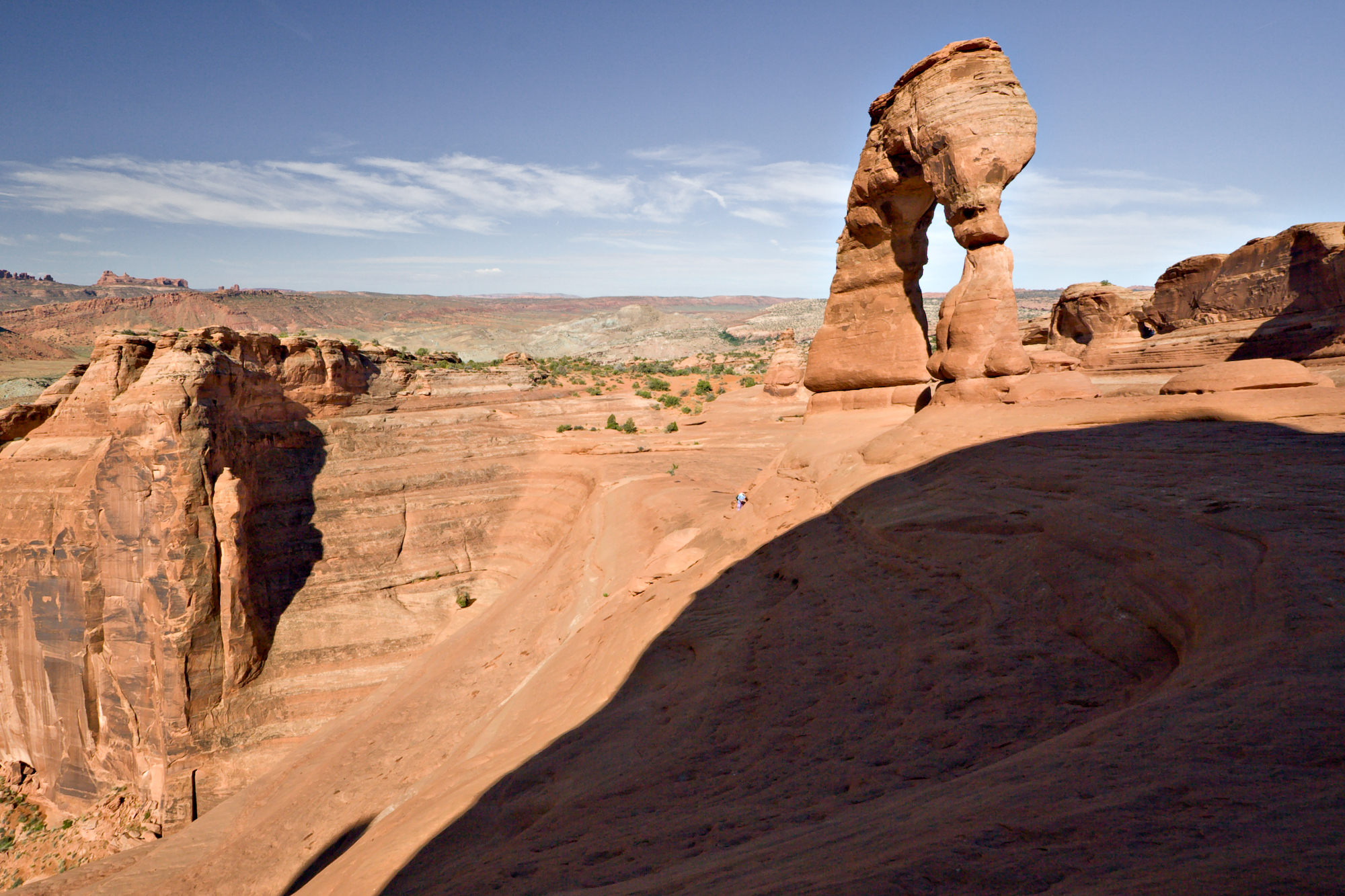
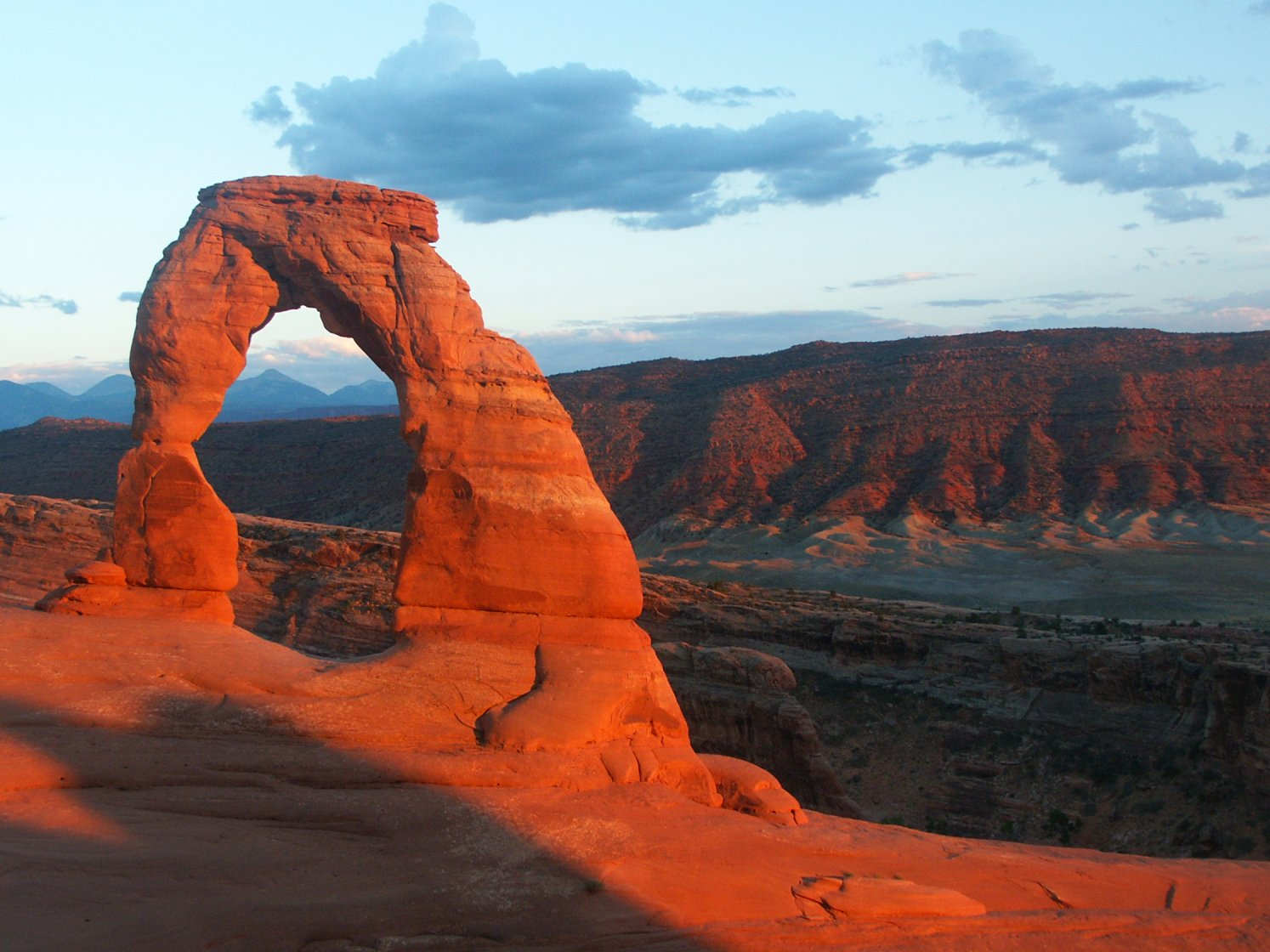
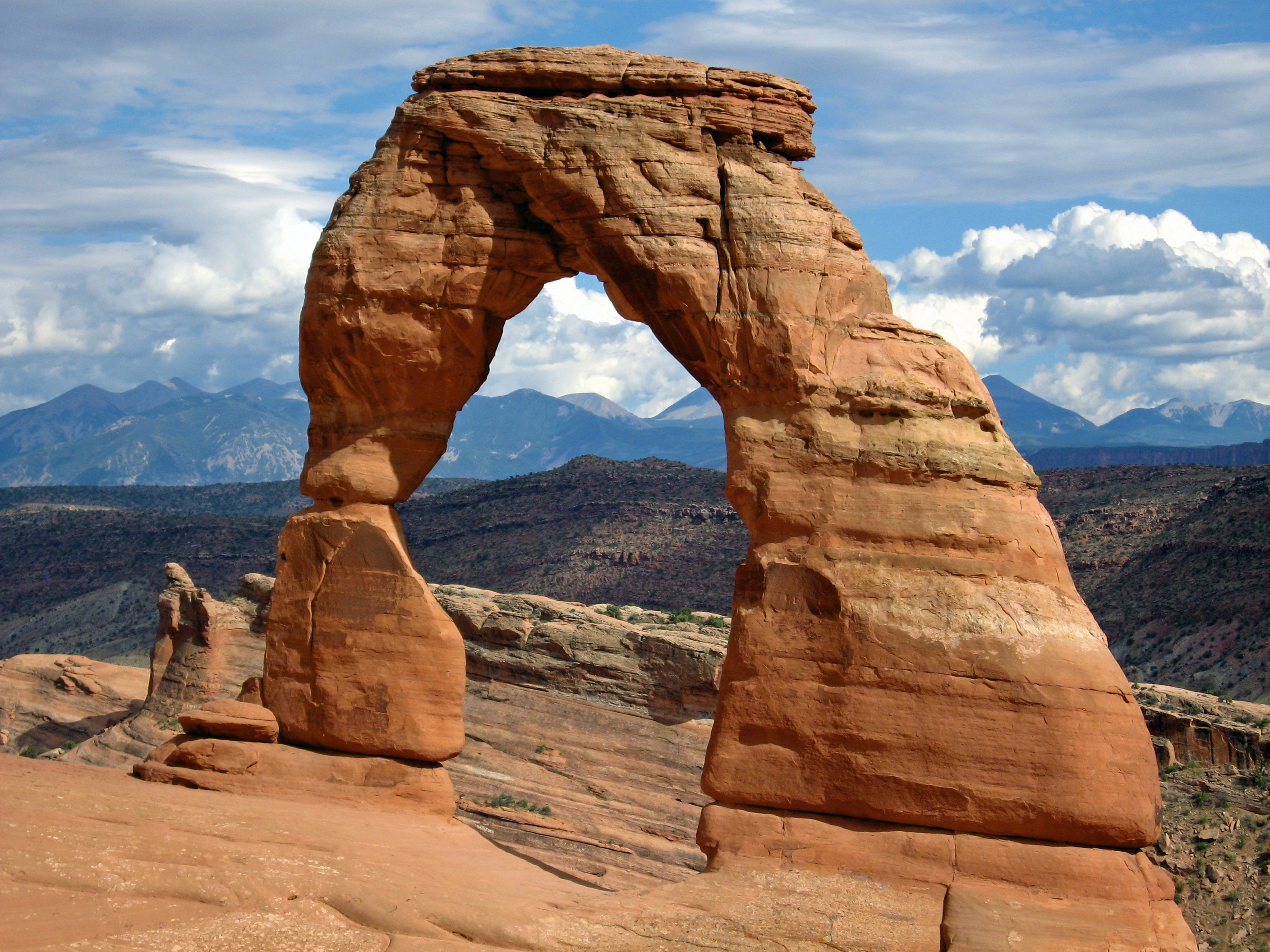
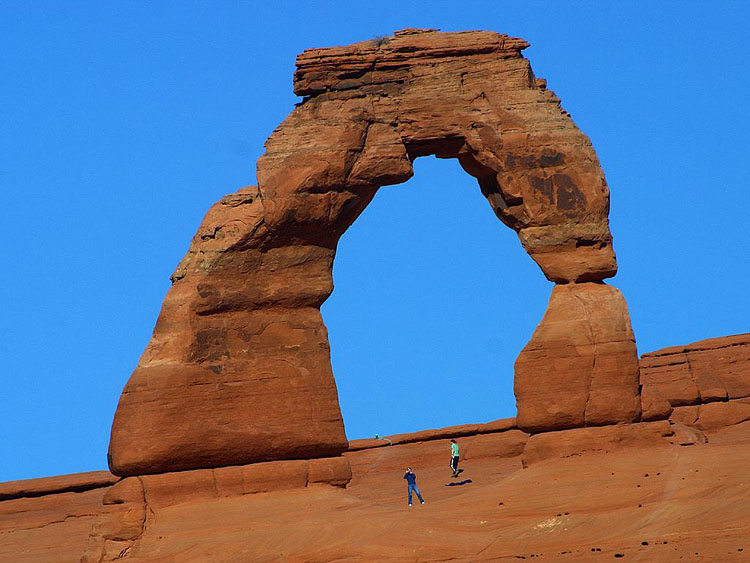
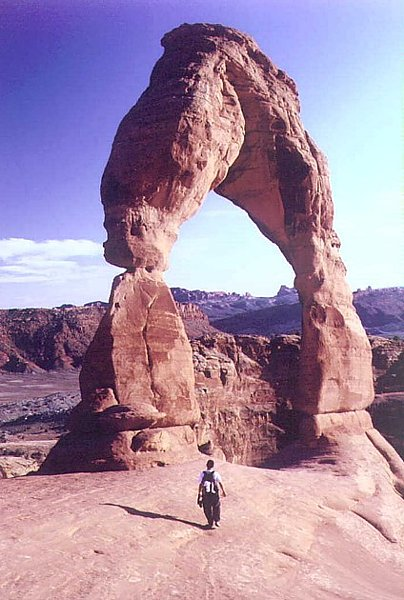
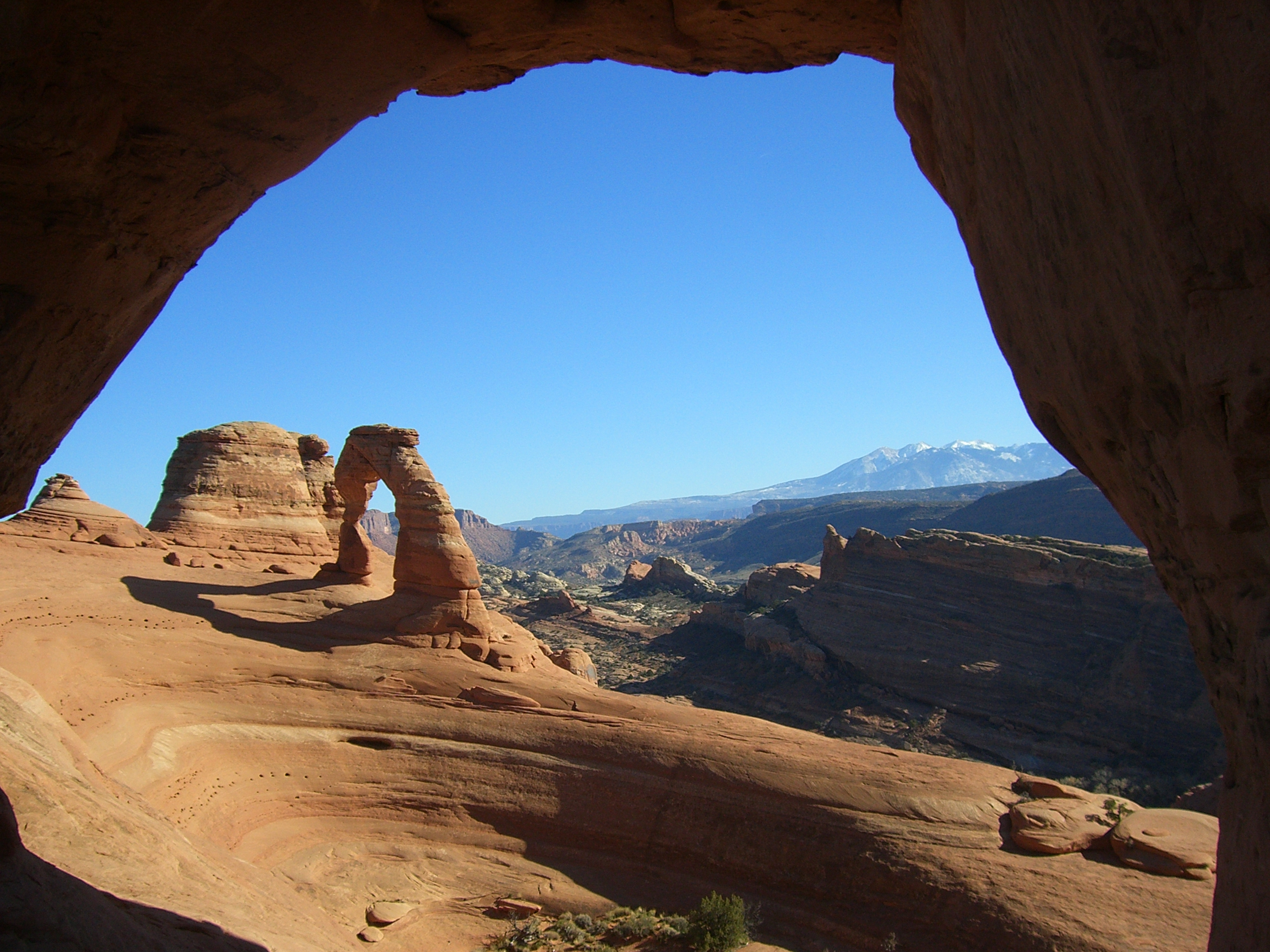

## أنضرايضا
- الأقواس البحرية
- باب ديرادلا
- حديقة الأقواس الوطنية